# Рубан, Евгений Николаевич
Евгений Николаевич Рубан (19 июня 1941 — 17 ноября 1997, Гродно) — белорусский шахматист, мастер спорта СССР.

## Биография
Воспитанник белорусской шахматной школы. В 1964 году Рубан занял второе место в чемпионате Белорусской ССР (пол-очка уступил Исааку Болеславскому). После службы в армии Рубан переехал в Ленинград, где окончил философский факультет ЛГУ. В 1966 году он выиграл четвертьфинал чемпионата города, выполнил норму мастера спорта СССР в полуфинале и победил в финале. В том же году Рубан играл в полуфинале чемпионата СССР, и ему не хватило пол-очка для выхода в финал. В 1967 году во Всесоюзном турнире молодых мастеров (первенстве СССР среди студентов) в Ростове-на-Дону поделил 4—6-e места с Вадимом Файбисовичом и Наумом Рашковским. Играл за сборные команды Ленинграда и Белоруссии.
В 1970 году Рубан окончил университет, и в том же году он был осуждён на четыре года за «хулиганские действия, отягощённые крайним цинизмом» (ч. 2 ст. 206 УК РСФСР 1960 года). Реальной причиной осуждения было то, что Рубан, который был гомосексуалом, был задержан милицией, когда предлагал молодому рабочему заняться с ним сексом: хотя гомосексуальные отношения были криминализированы статьёй 121 УК РСФСР, вместо неё для той же цели могла использоваться и статья 206. После освобождения Рубана лишили звания мастера спорта. В 1975 году он был допущен «вне конкурса» в чемпионат Белорусской ССР, который выиграл, но титул формально получил Владимир Веремейчик.
В конце 1970-х Рубан был повторно осуждён на два года. Он кочевал по стране, играя в городских чемпионатах и перебиваясь разными работами, пока не вернулся в Гродно. Он много пил, жил в нищете и погиб в 1997 году, попав под машину. В советское время имя Рубана не включали в шахматные справочники.